# 수도권 전철 경강선
수도권 전철 경강선(首都圈 電鐵 京江線)은 한국철도공사 광역철도본부에서 경강선을 중심으로 운행하는 수도권 전철의 운행 계통으로, 판교역과 여주역 간을 운행한다. 노선 색은 ●코레일 블루다. 통행방향은 어디서든 좌측통행이다.

## 역사
- 1997년 6월 4일 : 제2차 수도권정비계획에 포함
- 1999년 12월 18일 : 건설교통부 국가기간교통망계획에 포함
- 2000년 12월 22일 : 교통개발연구원 수도권광역교통망계획에 포함
- 2001년 하반기 : 예비 타당성 조사 통과 및 예산 반영
- 2002년 2월 7일 ~ 12월 13일 : 타당성 조사
- 2007년 11월 25일 : 성남시 구간 착공
- 2008년 12월 17일 : 광주시 구간 착공
- 2009년 3월 12일 : 이천시 구간 착공
- 2009년 6월 4일 : 여주군 구간 착공
- 2016년 4월 29일 : 철도거리표 고시, 경강선(성남~여주)으로 명명[1]
- 2016년 6월 13일 ~ 7월 28일 : 영업시운전 실시
- 2016년 9월 13일 ~ 9월 18일 : 추석 연휴기간 동안 무료 임시운행[2][3]
- 2016년 9월 24일 : 광역전철 개통
- 2016년 9월 26일 : 영릉역을 세종대왕릉역으로 명칭 변경 및 노선 연장을 54.8km 에서 57.0km로 변경[4]
- 2024년 3월 30일 : 성남역 개통

## 노선 정보
- 노선 거리 : 57.0km
- 운영 기관 : 한국철도공사
- 궤간 : 1.435mm(표준궤)
- 통행 방식 : 좌측통행
- 역 수 : 12개
- 보안 장치 : ATP
- 운행 열차 : 한국철도공사 371000호대 전동차
- 참고 사항 : 2029년부터 월곶-판교선과 직결운행하여 경강선으로 편입될 예정이다.

## 역 목록
역명은 2016년 4월 29일 국토교통부고시 제2016-223호 철도거리표에 따른 것이며, 세종대왕릉역과 영업거리는 2016년 9월 26일 국토교통부고시 제2016-623호 철도거리표 변경을 따른 것이다.
| 역 번호               | 역명                     | 로마자 역명                                        | 한자 역명             | 역간 거리             | 영업 거리             | 접속 노선                   | 소재지                | 소재지                | 비고                  |
| 월곶-판교선 직결 예정 | 월곶-판교선 직결 예정    | 월곶-판교선 직결 예정                              | 월곶-판교선 직결 예정 | 월곶-판교선 직결 예정 | 월곶-판교선 직결 예정 | 월곶-판교선 직결 예정       | 월곶-판교선 직결 예정 | 월곶-판교선 직결 예정 | 월곶-판교선 직결 예정 |
| --------------------- | ------------------------ | -------------------------------------------------- | --------------------- | --------------------- | --------------------- | --------------------------- | --------------------- | --------------------- | --------------------- |
|                       | (기점)                   |                                                    |                       | 0.0                   | 0.0                   |                             | 경기도                | 성남시                |                       |
| K409                  | 판교                     | Pangyo                                             | 板橋                  | 0.5                   | 0.5                   | ● 신분당선 중부내륙선       | 경기도                | 성남시                |                       |
| K410                  | 성남                     | Seongnam                                           | 城南                  | 0.7                   | 1.2                   | ● 수도권 광역급행철도 A노선 | 경기도                | 성남시                |                       |
| K411                  | 이매                     | Imae                                               | 二梅                  | 1.5                   | 2.0                   | ● 수도권 전철 수인·분당선   | 경기도                | 성남시                |                       |
| K412                  | 삼동                     | Samdong                                            | 三洞                  | 6.9                   | 8.9                   |                             | 경기도                | 광주시                |                       |
| K413                  | 경기광주 (ICT폴리텍대학) | Gyeonggi Gwangju (ICT Polytech Institute of Korea) | 京畿廣州              | 4.9                   | 13.8                  |                             | 경기도                | 광주시                |                       |
| K414                  | 초월                     | Chowol                                             | 草月                  | 5.0                   | 18.8                  |                             | 경기도                | 광주시                |                       |
| K415                  | 곤지암 (동원대)          | Gonjiam (Tongwon Univ.)                            | 昆池岩                | 4.9                   | 23.7                  |                             | 경기도                | 광주시                |                       |
| K416                  | 신둔도예촌 (한국관광대)  | Sindundoyechon (Korea Tourism College)             | 新屯陶藝村            | 6.8                   | 30.5                  |                             | 경기도                | 이천시                |                       |
| K417                  | 이천                     | Icheon                                             | 利川                  | 7.8                   | 38.3                  |                             | 경기도                | 이천시                |                       |
| K418                  | 부발                     | Bubal                                              | 夫鉢                  | 4.5                   | 42.8                  | 중부내륙선                  | 경기도                | 이천시                |                       |
| K419                  | 세종대왕릉               | Sejongdaewangneung                                 | 世宗大王陵            | 8.3                   | 51.1                  |                             | 경기도                | 여주시                |                       |
| K420                  | 여주 (여주대)            | Yeoju (Yeoju Institute of Technology)              | 驪州                  | 5.4                   | 56.5                  |                             | 경기도                | 여주시                |                       |
|                       | (종점)                   |                                                    |                       | 0.5                   | 57.0                  |                             | 경기도                | 여주시                |                       |

- 차량기지 : 부발차량사업소 (경기도 이천시 부발읍 아미리)

## 같이 보기
- 경강선
- 중부내륙선
- 월곶-판교선